# 培风塔 (梅州)
培风塔，位于中国广东省梅州市五华县岐岭镇联安，为梅州市五华县的一个县级文物保护单位，类型为古建筑，公布时间为1994年9月。
培风塔的历史年代为清代。